# Llista d'episodis d'I My Me! Strawberry Eggs
I My Me! Strawberry Eggs (あぃまぃみぃ!ストロベリー・エッグ, Ai Mai Mi! Sutoroberī Eggu) és una sèrie d'anime de 13 capítols produïda per TNK en cooproducció amb Pioneer, LDC, dirigida per Yuji Yamaguchi. La sèrie fou emesa des del 4 d'abril de 2001 fins al 26 de setembre de 2001 per la televisió per satèl·lit WOWOW.
A Catalunya, fou estrenada pel canal K3 des del 25 de setembre de 2003 fins al 7 de desembre 2003, reemetent-se posteriorment en diverses ocasions.

## Llista d'episodis
| #  | Títol en català                                                                                                   | Data d'estrena al Japó | Data d'estrena a Catalunya |
| -- | --- | ---------------------- | -------------------------- |
| 1  | El primer pintallavis a la desesperada Haisui no First Rouge (背水のファーストルージュ)                           | 4 de juliol de 2001    | 25 d'octubre de 2003       |
| 2  | A correcuita amb l'ombra d'ulls prohibida Kindan no giri-giri Eyeline (禁断のギリギリアイライン)                  | 11 de juliol de 2001   | 26 d'octubre de 2003       |
| 3  | El coloret màgic egoista Migatte na Chīku Majikku (身勝手なチークマジック)                                        | 18 de juliol de 2001   | 2 de novembre de 2003      |
| 4  | La delicada base d'ull Bimyō na Tia Konshīrā (微妙なティアコンシーラー)                                           | 25 de juliol de 2001   | 8 de novembre de 2003      |
| 5  | La perillosa crema base de somni Ja na Dorīmu Fande (邪なドリームファンデ)                                        | 1 d'agost de 2001      | 9 de novembre de 2003      |
| 6  | Un trencaclosques de vidre de maquillatge Garasu Tachi no Paudā Pazuru (硝子たちのパウダーパズル)                 | 8 d'agost de 2001      | 15 de novembre de 2003     |
| 7  | Els tons facials de color anhel Akogare Iro no Feisu Karā Chūn (憧れ色のフェイスカラーチューン)                   | 22 d'agost de 2001     | 16 de novembre de 2003     |
| 8  | La rebel·lió dels nois de l'arrissador de pestanyes Hangyaku no Byūrā Bōizu (反逆のビューラーボーイズ)            | 29 d'agost de 2001     | 22 de novembre de 2003     |
| 9  | L'esclat de llavis sexys d'una nit d'estiu Manatsu no Yoru no Sekushī Gurosu (真夏の夜のセクシーグロス)           | 5 de setembre de 2001  | 23 de novembre de 2003     |
| 10 | La paleta de l'amor atónita Konwaku no Rabu Paretto (困惑のラブパレット)                                          | 12 de setembre de 2001 | 29 de novembre de 2003     |
| 11 | La fragància d'un cor que s'encamina cap a l'edat adulta Otona e no Fureguransu Hāto (大人へのフレグランスハート) | 19 de setembre de 2001 | 30 de novembre de 2003     |
| 12 | La crema netejadora dels enganys traumàtics Itsuwari no Kurenjingu Shokku (偽りのクレンジングショック)            | 25 de setembre de 2001 | 6 de desembre de 2003      |
| 13 | Una promessa de futur sense maquillatge Itsuka Yakusoku no Nō Meiku (いつか約束のノーメイク)                      | 26 de setembre de 2001 | 7 de desembre de 2003      |